# 87e cérémonie des Oscars
La 87e cérémonie des Oscars du cinéma (87th Academy Awards), organisée par l'Academy of Motion Picture Arts and Sciences, a eu lieu le 22 février 2015 au Dolby Theatre de Los Angeles et a récompensé les films sortis en 2014. Elle a été présentée pour la première fois par Neil Patrick Harris, qui a précédemment présenté les Emmy Awards en 2009 et 2013, ainsi que les Tony Awards en 2009, 2011, 2012 et 2013.
Les nominations ont été annoncées le 15 janvier 2015 au Samuel Goldwyn Theatre de Beverly Hills par la présidente de l'Académie Cheryl Boone Isaacs (en), les réalisateurs J. J. Abrams et Alfonso Cuarón, et l'acteur Chris Pine.
En prélude à cette soirée, l’Académie a distingué par un Oscar d'honneur  (Academy Honorary Award) Jean-Claude Carrière, Hayao Miyazaki et Maureen O’Hara et remis le Jean Hersholt Humanitarian Award à Harry Belafonte lors de la 6e cérémonie des Governors Awards, qui s'est déroulée le 8 novembre 2014.

## Présentateurs et intervenants
Par ordre d'apparition.
Présentateurs

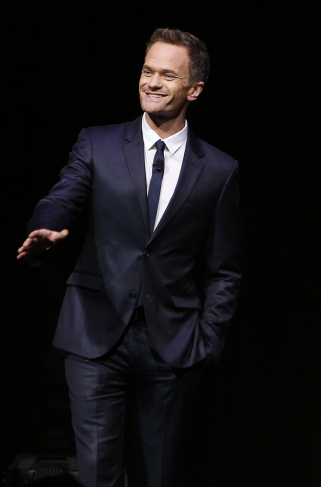
Neil Patrick Harris, maître de la cérémonie.

- Neil Patrick Harris, maître de cérémonie.

Intervenants
- Lupita Nyong'o pour l'Oscar du meilleur acteur dans un second rôle
- Liam Neeson pour présenter les films The Grand Budapest Hotel et American Sniper
- Dakota Johnson pour présenter Lost Stars, nommée dans la catégorie meilleure chanson originale
- Jennifer Lopez et Chris Pine pour l'Oscar des meilleurs costumes
- Reese Witherspoon pour l'Oscar des meilleurs maquillages et coiffures
- Channing Tatum pour présenter les six vainqueurs des Oscars spéciaux
- Chiwetel Ejiofor et Nicole Kidman pour l'Oscar du meilleur film en langue étrangère
- Shirley MacLaine pour présenter les films Boyhood, Une merveilleuse histoire du temps et Birdman
- Marion Cotillard pour présenter Everything is Awesome, nommée dans la catégorie meilleure chanson originale
- Jason Bateman et Kerry Washington pour l'Oscar du meilleur court métrage en prises de vues réelles et l'Oscar du meilleur court métrage documentaire
- Viola Davis pour présenter les Governors Awards
- Gwyneth Paltrow pour présenter I'm Not Gonna Miss You, nommée dans la catégorie meilleure chanson originale
- Margot Robbie et Miles Teller pour présenter les Oscars scientifiques et techniques et le Gordon E. Sawyer Award
- Chris Evans et Sienna Miller pour l'Oscar du meilleur mixage de son et l'Oscar du meilleur montage de son
- Jared Leto pour l'Oscar de la meilleure actrice dans un second rôle
- Josh Hutcherson pour présenter Grateful, nommée dans la catégorie meilleure chanson originale
- Ansel Elgort et Chloë Moretz pour l'Oscar des meilleurs effets visuels
- Kevin Hart et Anna Kendrick pour l'Oscar du meilleur court métrage d'animation
- Dwayne Johnson et Zoe Saldana pour l'Oscar du meilleur film d'animation
- Cheryl Boone Isaacs (en) (présidente de l'Académie) présente ses remerciements
- Chris Pratt et Felicity Jones pour l'Oscar des meilleurs décors
- Jessica Chastain et Idris Elba pour l'Oscar de la meilleure photographie
- Meryl Streep introduit la séquence In Memoriam
- Benedict Cumberbatch et Naomi Watts pour l'Oscar du meilleur montage
- Terrence Howard pour présenter les films Whiplash, The Imitation Game et Selma
- Jennifer Aniston et David Oyelowo pour l'Oscar du meilleur film documentaire
- Octavia Spencer pour présenter Glory, nommée dans la catégorie meilleure chanson originale
- Idina Menzel et John Travolta pour l'Oscar de la meilleure chanson originale
- Scarlett Johansson introduit le 50e anniversaire du film La Mélodie du bonheur
- Julie Andrews remet l'Oscar de la meilleure musique de film
- Eddie Murphy remet l'Oscar du meilleur scénario original
- Oprah Winfrey remet l'Oscar du meilleur scénario adapté
- Ben Affleck remet l'Oscar du meilleur réalisateur
- Cate Blanchett remet l'Oscar du meilleur acteur
- Matthew McConaughey remet l'Oscar de la meilleure actrice
- Sean Penn remet l'Oscar du meilleur film

Intervenants
- Neil Patrick Harris interprète le numéro d'ouverture. Il est rejoint par :
  - Anna Kendrick
  - Jack Black
- Maroon 5 interprète la chanson Lost Stars, tirée du film New York Melody
- Will Arnett, Questlove, Tegan and Sara, The Lonely Island, interprètent la chanson Everything Is Awesome, tirée du film La Grande Aventure Lego
- Tim McGraw interprète la chanson I'm Not Gonna Miss You, tirée du film Glen Campbell: I'll Be Me
- Rita Ora interprète la chanson Grateful, tirée du film Beyond the Lights
- Jennifer Hudson interprète la chanson I Can't Let Go durant le In Memoriam
- John Legend et Common interprètent la chanson Glory, tirée du film Selma
- Lady Gaga interprète les chansons The Sound of Music, My Favorite Things, Edelweiss et Climb Ev'ry Mountain, tirée du film La Mélodie du bonheur[5]

## Palmarès
Les lauréats sont indiqués ci-dessous en premier de chaque catégorie et en gras.

### Meilleur film
Note : la catégorie du meilleur film récompense les producteurs.
- Birdman – Alejandro González Iñárritu, John Lesher et Arnon Milchan
  - American Sniper – Bradley Cooper, Clint Eastwood, Andrew Lazar, Robert Lorenz et Peter Morgan
  - Boyhood – Richard Linklater et Cathleen Sutherland
  - The Grand Budapest Hotel – Wes Anderson, Steven M. Rales et Scott Rudin
  - Imitation Game (The Imitation Game) – Nora Grossman, Ido Ostrowsky et Teddy Schwarzman
  - Selma – Oprah Winfrey, Brad Pitt, Dede Gardner, Jeremy Kleiner, Christian Colson, Paul Garnes, Cameron McCracken
  - Une merveilleuse histoire du temps (The Theory of Everything) – Tim Bevan, Lisa Bruce, Eric Fellner et Anthony McCarten
  - Whiplash – David Lancaster et Michel Litvak

### Meilleur réalisateur
- Alejandro González Iñárritu pour Birdman
  - Wes Anderson pour The Grand Budapest Hotel
  - Richard Linklater pour Boyhood
  - Bennett Miller pour Foxcatcher
  - Morten Tyldum pour Imitation Game (The Imitation Game)

### Meilleur acteur
- Eddie Redmayne pour le rôle de Stephen Hawking dans Une merveilleuse histoire du temps (The Theory of Everything)
  - Steve Carell pour le rôle de John Eleuthère du Pont dans Foxcatcher
  - Bradley Cooper pour le rôle de Chris Kyle dans American Sniper
  - Benedict Cumberbatch pour le rôle d'Alan Turing dans Imitation Game (The Imitation Game)
  - Michael Keaton pour le rôle de Riggan Thomson dans Birdman

### Meilleure actrice
- Julianne Moore pour le rôle du Dr Alice Howland dans Still Alice
  - Marion Cotillard pour le rôle de Sandra dans Deux jours, une nuit
  - Felicity Jones pour le rôle de Jane Hawking dans Une merveilleuse histoire du temps (The Theory of Everything)
  - Rosamund Pike pour le rôle d'Amy Elliott Dunne dans Gone Girl
  - Reese Witherspoon pour le rôle de Cheryl Strayed dans Wild

### Meilleur acteur dans un second rôle
- J. K. Simmons pour le rôle de Terence Fletcher dans Whiplash
  - Robert Duvall pour le rôle du juge Joseph Palmer dans Le Juge (The Judge)
  - Ethan Hawke pour le rôle de Mason Sr. dans Boyhood
  - Edward Norton pour le rôle de Mike Shiner dans Birdman
  - Mark Ruffalo pour le rôle de Dave Schultz dans Foxcatcher

### Meilleure actrice dans un second rôle
- Patricia Arquette pour le rôle d'Olivia dans Boyhood
  - Laura Dern pour le rôle de Bobbi dans Wild
  - Keira Knightley pour le rôle de Joan Clarke dans Imitation Game (The Imitation Game)
  - Emma Stone pour le rôle de Sam Thomson dans Birdman
  - Meryl Streep pour le rôle de la sorcière dans Into the Woods

### Meilleur scénario original
- Birdman – Alejandro González Iñárritu, Nicolás Giacobone, Alexander Dinelaris Jr. et Armando Bó
  - Boyhood – Richard Linklater
  - Foxcatcher – E. Max Frye et Dan Futterman
  - The Grand Budapest Hotel – Wes Anderson
  - Night Call (Nightcrawler) – Dan Gilroy

### Meilleur scénario adapté
- Imitation Game (The Imitation Game) – Graham Moore
  - American Sniper – Jason Dean Hall
  - Inherent Vice – Paul Thomas Anderson
  - Une merveilleuse histoire du temps (The Theory of Everything) – Anthony McCarten
  - Whiplash – Damien Chazelle

### Meilleurs décors
- The Grand Budapest Hotel – Adam Stockhausen et Anna Pinnock
  - Imitation Game (The Imitation Game) – Maria Djurkovic et Tatiana Macdonald
  - Interstellar – Nathan Crowley et Gary Fettis
  - Into the Woods  – Dennis Gassner et Anna Pinnock
  - Mr. Turner – Suzie Davies et Charlotte Watts

### Meilleurs costumes
- The Grand Budapest Hotel – Milena Canonero
  - Inherent Vice – Mark Bridges
  - Into the Woods  – Colleen Atwood
  - Maléfique (Maleficent) – Anna B. Sheppard et Jane Clive
  - Mr. Turner – Jacqueline Durran

### Meilleurs maquillages et coiffures
- The Grand Budapest Hotel – Frances Hannon et Mark Coulier
  - Foxcatcher – Bill Corso et Dennis Liddiard
  - Les Gardiens de la galaxie (Guardians of the Galaxy) – Elizabeth Yianni-Georgiou et David White

### Meilleure photographie
- Birdman – Emmanuel Lubezki
  - The Grand Budapest Hotel – Robert Yeoman
  - Ida – Łukasz Żal et Ryszard Lenczewski
  - Mr. Turner – Dick Pope
  - Invincible (Unbroken) – Roger Deakins

### Meilleur montage
- Whiplash – Tom Cross
  - American Sniper – Joel Cox et Gary D. Roach
  - Boyhood – Sandra Adair
  - The Grand Budapest Hotel – Barney Pilling
  - Imitation Game (The Imitation Game) – William Goldenberg

### Meilleur design de son
- American Sniper – Alan Robert Murray et Bub Asman
  - Birdman – Martin Hernández et Aaron Glascock
  - Le Hobbit : La Bataille des Cinq Armées (The Hobbit: The Battle of the Five Armies) – Brent Burge et Jason Canovas
  - Interstellar – Richard King
  - Invincible (Unbroken) – Becky Sullivan et Andrew DeCristofaro

### Meilleur mixage de son
- Whiplash – Craig Mann, Ben Wilkins et Thomas Curley
  - American Sniper – John Reitz, Gregg Rudloff et Walt Martin
  - Birdman – Jon Taylor, Frank A. Montaño et Thomas Varga
  - Interstellar – Gary A. Rizzo, Gregg Landaker and Mark Weingarten
  - Invincible (Unbroken) – Jon Taylor, Frank A. Montaño and David Lee

### Meilleurs effets visuels
- Interstellar – Paul Franklin, Andrew Lockley, Ian Hunter and Scott Fisher
  - Captain America : Le Soldat de l'hiver (Captain America: The Winter Soldier) – Dan DeLeeuw, Russell Earl, Bryan Grill and Dan Sudick
  - La Planète des singes : L'Affrontement (Dawn of the Planet of the Apes) – Joe Letteri, Dan Lemmon, Daniel Barrett and Erik Winquist
  - Les Gardiens de la galaxie (Guardians of the Galaxy) – Stéphane Ceretti, Nicolas Aithadi, Jonathan Fawkner and Paul Corbould
  - X-Men: Days of Future Past – Richard Stammers, Lou Pecora, Tim Crosbie and Cameron Waldbauer

### Meilleure chanson originale
- Glory dans Selma – Paroles et musique : John Legend, Common et Che Smith
  - Everything is Awesome dans La Grande Aventure Lego (The Lego Movie) – Paroles et musique : Shawn Patterson
  - Grateful dans Beyond the Lights – Paroles et musique : Diane Warren
  - I'm Not Gonna Miss You dans Glen Campbell: I'll Be Me – Paroles et musique : Glen Campbell et Julian Raymond
  - Lost Stars dans New York Melody (Begin Again) – Paroles et musique : Gregg Alexander et Danielle Brisebois

### Meilleure musique de film
- The Grand Budapest Hotel – Alexandre Desplat
  - Imitation Game (The Imitation Game) – Alexandre Desplat
  - Interstellar – Hans Zimmer
  - Mr. Turner – Gary Yershon
  - Une merveilleuse histoire du temps (The Theory of Everything) – Jóhann Jóhannsson

### Meilleur film en langue étrangère
- Ida de Paweł Pawlikowski •  Pologne (en polonais)
  - Léviathan (Левиафан) de Andreï Zviaguintsev •  Russie  (en russe)
  - Tangerines (მანდარინები, Mandariinid) de Zaza Urushadze •  Estonie (en estonien)
  - Timbuktu de Abderrahmane Sissako •  Mauritanie (en arabe)
  - Les Nouveaux Sauvages (Relatos salvajes) de Damián Szifrón •  Argentine (en espagnol)

### Meilleur film d'animation
- Les Nouveaux Héros (Big Hero 6)
  - Les Boxtrolls (The Boxtrolls)
  - Le Chant de la mer (Song of the Sea)
  - Le Conte de la princesse Kaguya (かぐや姫の物語, Kaguya-hime no monogatari)
  - Dragons 2 (How to Train Your Dragon 2)

### Meilleur film documentaire
- Citizenfour - Laura Poitras, Mathilde Bonnefoy and Dirk Wilutsky
  - À la recherche de Vivian Maier (Finding Vivian Maier) – John Maloof and Charlie Siskel
  - Last Days in Vietnam – Rory Kennedy and Keven McAlester
  - Le Sel de la Terre (The Salt of the Earth) – Wim Wenders, Lélia Wanick Salgado et David Rosier
  - Virunga – Orlando von Einsiedel and Joanna Natasegara

### Meilleur court métrage (prises de vues réelles)
- The Phone Call – Mat Kirkby et James Lucas
  - Aya – Oded Binnun et Mihal Brezis
  - Boogaloo and Graham – Michael Lennox et Ronan Blaney
  - La Lampe au Beurre de Yak – Hu Wei et Julien Féret
  - Parvaneh – Talkhon Hamzavi et Stefan Eichenberger

### Meilleur court métrage (documentaire)
- Crisis Hotline: Veterans Press 1
  - Joanna
  - Nasza klątwa (Our Curse)
  - La Parka (The Reaper)
  - White Earth (en)

### Meilleur court métrage (animation)
- Festin (Feast)
  - The Bigger Picture
  - The Dam Keeper
  - Me and My Moulton
  - A Single Life

## Oscars spéciaux
Remis au cours de la 6e cérémonie des Governors Awards qui s'est déroulée le 8 novembre 2014 au Ray Dolby Ballroom at Hollywood & Highland Center,.

### Oscars d'honneur
Pour récompenser de façon extraordinaire l'ensemble d'une carrière, des contributions exceptionnelles au service des arts et des sciences du cinéma, ou encore un service rendu à l'Académie.
- Jean-Claude Carrière
- Hayao Miyazaki
- Maureen O’Hara

### Jean Hersholt Humanitarian Awards
Pour un individu membre de l'industrie cinématographique dont les efforts humanitaires ont fait bénéficier l'ensemble de l'industrie.
- Harry Belafonte

## Oscars scientifiques et techniques
La cérémonie eut lieu le 7 février 2015 au Beverly Wilshire Hotel. Elle fut présentée par Margot Robbie et Miles Teller.

### Oscar de la contribution technique
- Quinze contributions eurent droit à une plaque de citation.

### Oscar scientifique et d'ingénierie
- 4 contributions furent marquées sous forme de plaque dorée.

### Plaque spéciale (Commendation)
- Steven Tiffen, Jeff Cohen et Michael Fecik pour le développement des filtres lumineux qui réduisent la contamination infrarouge des caméras numériques.

### Oscar du mérite
Donné à ceux dont les contributions furent basiques et majeures pour l'industrie.
- Larry Hornbeck qui inventa la matrice de micro-miroirs, ce qui améliora pour la projection, le Digital Light Processing de Texas Instruments.

### Gordon E. Sawyer Awards
Récompense honorifique donnée a une personne dont les contributions techniques ont fait avancer l'industrie.
- David W. Gray

## Statistiques

### Nominations multiples
- 9 : Birdman, The Grand Budapest Hotel
- 8 : Imitation Game
- 6 : American Sniper, Boyhood
- 5 : Foxcatcher, Interstellar, Une merveilleuse histoire du temps, Whiplash
- 4 : Mr. Turner
- 3 : Into the Woods, Invincible
- 2 : Les Gardiens de la galaxie, Ida, Inherent Vice, Selma, Wild

### Récompenses multiples
- 4 / 9 : The Grand Budapest Hotel
- 4 / 9 : Birdman
- 3 / 5 : Whiplash

### Les grands perdants
- 1 / 8 : Imitation Game
- 1 / 6 : Boyhood
- 1 / 6 : American Sniper
- 1 / 5 : Interstellar
- 1 / 5 : Une merveilleuse histoire du temps
- 1 / 2 : Ida
- 1 / 2 : Selma
- 0 / 5 : Foxcatcher
- 0 / 4 : Mr. Turner
- 0 / 3 : Into the Woods
- 0 / 3 : Invincible

## Faits marquants
Une polémique germa avant la cérémonie, sur l'absence d'acteurs de couleurs dans les catégories d'interprétations, ce qui n'était pas arrivé depuis 1998. L'autre sujet clivant concerne le nombre de nominations de Selma, plus faible qu’attendu (dont la réalisatrice qui ne fut pas nommée) alors que la réception critique du film fut unanime. La controverse se déroula dans un contexte particulier à la suite de nombreuses affaires de racisme par la police. Le peu de diversité des votants est remis en cause, ce qui est l'un des reproches les plus couramment faits aux Oscars.
Lors de la remise de l'Oscar du meilleur film, Sean Penn, qui remet la récompense, s'exclame « Qui a donné à ce fils de pute sa carte verte ? » à propos d'Alejandro González Iñárritu. Les deux ont collaboré ensemble sur le tournage de 21 grammes en 2003. Le cinéaste mexicain se demande ensuite, avec humour, si des quotas d'immigrations vont s'appliquer à l'académie, en référence à son compatriote Alfonso Cuarón qui gagna 7 Oscars, dont celui du meilleur réalisateur pour Gravity lors de la cérémonie précédente.